# Tony Lévy
Pour les articles homonymes, voir Lévy.
 (janvier 2018).
Si vous disposez d'ouvrages ou d'articles de référence ou si vous connaissez des sites web de qualité traitant du thème abordé ici, merci de compléter l'article en donnant les références utiles à sa vérifiabilité et en les liant à la section « Notes et références ».
Tony Lévy est un historien des mathématiques, né en Égypte en 1943, spécialisé notamment dans les mathématiques hébraïques.
Sa famille quitte l’Égypte en 1957 pour la Belgique puis la France après l'affaire du canal de Suez mais son frère aîné Eddy Lévy reste en Égypte. Militant politique, ce dernier se convertit à l'islam et prend le nom de Adel Rifaat. Il rejoindra la France dans les années 80 et formera avec Bahgat Elnadi le binôme de politologues et d'islamologues connu sous le pseudonyme de Mahmoud Hussein. Son autre frère est le militant, philosophe et écrivain Benny Lévy. Comme son frère cadet Benny, Tony est un militant d'extrême gauche dans les années 1960 et 1970.

## Publications[1],[2]
- L'Infini et le nombre chez Rabbi Hasdai Crescas : XVIe siècle, 1983
- Mathématiques de l'infini chez Hasdai Crescas (1340-1410) : un chapitre de l'histoire de l'infini d'Aristote à la Renaissance, 1985
- Figures de l'infini : les mathématiques au miroir des cultures, 1987
- Le Chapitre I, 73 du "Guide des égarés" et la tradition mathématique hébraïque au moyen âge : Un commentaire inédit de Salomon b. Isaac, 1989
- L'Étude des sections coniques dans la tradition médiévale hébraïque, ses relations avec les tradictions arabe et latine, 1989
- Éléments d'Euclide, 1991
- Gersonide, commentateur d'Euclide : traduction annotée de ses gloses sur les Eléments, 1992
- Gersonide, le Pseudo-Tusi, et le postulat des paralleles : Les mathématiques en hébreu et leurs sources arabes, 1992
- L'histoire des nombres amiables : le témoignage des textes hébreux médiévaux, 1996
- La littérature mathématique hébraïque en Europe du XIe au XVIe siècle, 1996
- La matematica hebraica, 2002
- A Newly-Discovered Partial Hebrew Version of al-Khārizmī's Algebra, 2002
- L'algèbre arabe dans les textes hébraïques (I) : un ouvrage inédit d'Isaac ben Salomon Al-Aḥdab (XVIe siècle), 2003
- Maïmonide philosophe et savant, 1138-1204, 2004 (en collaboration)
- Sefer ha-middot : a mid-twelfth-century text on arithmetic and geometry attributed to Abraham ibn Ezra, 2006 (en collaboration)
- L'algèbre arabe dans les textes hébraïques (II) : dans l'Italie des XVe et XVIe siècles : sources arabes et sources vernaculaires, 2007